# Heike Hinrichs
Heike Hinrichs (geboren um 1961 als Heike Dittmer) ist eine deutsche Handballtorhüterin.

## Vereinskarriere
Im Alter von zwölf Jahren begann sie mit dem Handball bei Fortuna Glückstadt, von dem sie nach kurzer Zeit zum MTV Herzhorn wechselte. Mit dem Jugendteam holte sie die Kreis-, Bezirks- und Landesmeisterschaft. 1977 wechselte sie statt zur A-Jugend direkt in das erste Frauenteam. Mit diesem schaffte sie im Jahr 1981 den Aufstieg in die Bundesliga, in der sie bis zum Abstieg 1985 spielte.

## Nationalmannschaft
Sie bestritt drei Länderspiele für die deutsche Nationalmannschaft. 1982 rückte sie für die verletzte Iris Blab in den Kader des Deutschen Handballbundes nach und nahm an der Weltmeisterschaft 1982 teil.

## Privates
Nach der Handelsschule machte sie in Glückstadt eine Büroausbildung und arbeitete später bei der Verbandssparkasse Krempe. Heike Hinrichs war ab 1982 verheiratet mit dem Handballtorwart Reimer Hinrichs, aus der Ehe gingen zwei Kinder hervor, die auch beide Handball spielen.